# 龙岳站
龍岳站（韓語：룡악역）是朝鮮民主主義人民共和國平安南道顺川市的一個鐵路車站，属于戴建線。

## 邻近车站
戴建線
甑山里站 - 龍岳站 - 草坪站